# Scaphytopius andromus
Scaphytopius andromus är en insektsart som beskrevs av Ball 1931. Scaphytopius andromus ingår i släktet Scaphytopius och familjen dvärgstritar. Inga underarter finns listade i Catalogue of Life.